# Drinnan Peak
Drinnan Peak är en bergstopp i Kanada.   Den ligger i provinsen British Columbia, i den södra delen av landet, 3 100 km väster om huvudstaden Ottawa. Toppen på Drinnan Peak är 2 444 meter över havet, eller 19 meter över den omgivande terrängen. Bredden vid basen är 0,11 km.
Terrängen runt Drinnan Peak är huvudsakligen bergig, men den allra närmaste omgivningen är kuperad. Trakten runt Drinnan Peak är nära nog obefolkad, med mindre än två invånare per kvadratkilometer.. Närmaste större samhälle är Slocan, 18,1 km öster om Drinnan Peak. 
Trakten runt Drinnan Peak består i huvudsak av gräsmarker.